# فن‌ورز الکترونیک

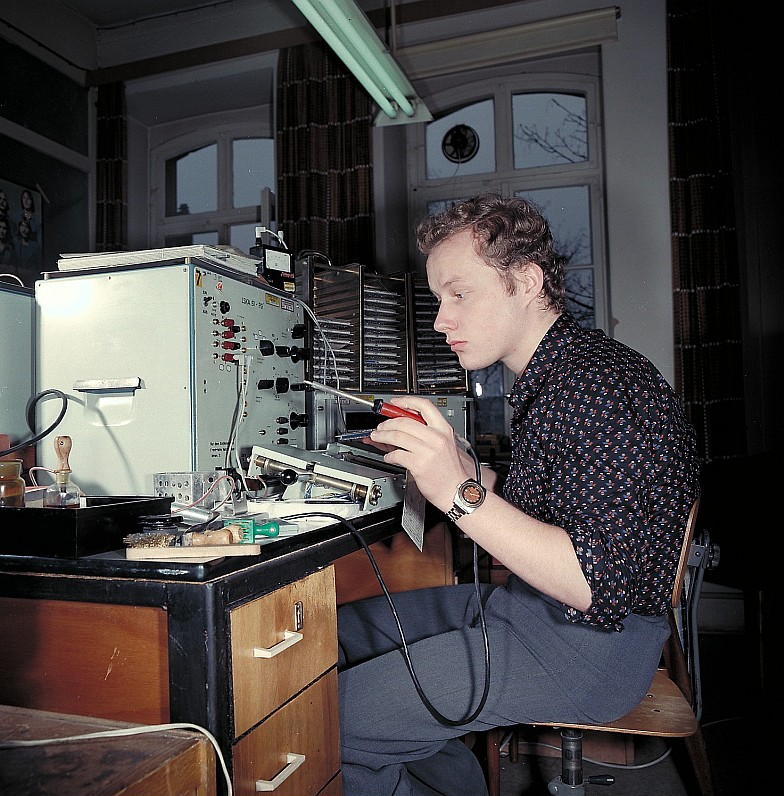
فن‌ورزهای علم الکترونیک

فن‌وَرزان الکترونیک یا تکنسین‌های الکترونیک (به انگلیسی: Electronics technician) به طراح، توسعه، آزمایش، ساخت، نصب و تعمیر تجهیزات الکتریکی و الکترونیکی مانند تجهیزات مخابراتی، دستگاه‌های پایش پزشکی، تجهیزات ناوبری و رایانه کمک می‌کنند. آنها ممکن است در ارزیابی و آزمایش محصول، با استفاده از دستگاه‌های اندازه‌گیری و تشخیصی برای تنظیم، آزمایش و تعمیر تجهیزات استفاده‌شوند. فن‌ورزهای الکترونیک همچنین ممکن است به عنوان کارگران فروش یا نمایندگان میدانی برای تولیدکنندگان، عمده فروشان یا خرده‌فروشان کار کنند که در مورد نصب، بهره‌برداری و نگهداری تجهیزات پیچیده مشاوره می‌دهند و ممکن است مشخصات و دستورالعمل‌های فنی را بنویسند. فن‌ورزهای الکترونیک بیش از ۳۳ درصد از تمام فن‌ورزهای مهندسی در ایالات متحده را نمایندگی می‌کنند در سال ۲۰۰۹، بیش از ۱۶۰۰۰۰ فن‌ورز الکترونیک در ایالات متحده مشغول به کار بودند فن‌ورزان الکترونیک توسط سازمان‌هایی مانند انجمن فن‌ورزان الکترونیک (ETA) یا انجمن بین‌المللی فن‌ورزان الکترونیک گواهی‌شده (ISCET) هستند..

## آموزش و پرورش
اکثر کارفرمایان ترجیح می‌دهند فن‌ورزان الکترونیک با مدرک کاردانی یا سایر آموزش‌های پس از متوسطه در فناوری مهندسی استخدام کنند. آموزش در موسسات فنی، در کالج منطقه‌ای، در بخش‌های ترویج کالج‌ها و دانشگاه‌ها، در مدارس فنی-حرفه ای دولتی و خصوصی و در نیروهای مسلح در دسترس است. فن‌ورزهای الکترونیک نیروی دریایی بزرگترین گروه فن‌ورزان مهندسی در ارتش هستند (به فن‌ورز الکترونیک (نیروی دریایی ایالات متحده) مراجعه کنید). بسیاری از برنامه‌های مدرک کاردانی ۲ ساله که توسط کمیسیون اعتباربخشی فناوری هیئت تاییدصلاحیت مهندسی و فناوری (ABET) تأیید شده‌اند، حداقل شامل جبر و مثلثات کالج و یک یا دو دوره علوم پایه هستند. بسته به تخصص، ممکن است ریاضی یا علوم بیشتری مورد نیازباشد. حدود ۲۰۰ برنامه معتبر ABET در تخصص‌های فناوری مهندسی ارائه می‌شود. برنامه‌های فن‌ورزان الکترونیک تاییدشده ABET معمولاً علاوه بر شایستگی‌های اصلی حداقل به دو دوره ریاضی و دو دوره فیزیک نیازدارند.
برنامه درسی فن‌ورزان الکترونیک به‌طور کلی شامل دروس پایه برق و الکترونیک است، از جمله قانون اهم، مدارهای موازی و سری، مغناطیس، مدارهای AC/DC، ظرفیت خازن، اندوکتانس، ترانسفورماتورها، تشدید، فیلترها، نیم‌رساناها، ترانزیستورها، تقویت‌کتنده‌ها، مدارات مجتمع و الکترونیک دیجیتال یکپارچه. علاوه بر نتایج یادگیری حرفه‌ای مرتبط با مطالعه الکترونیک و سیستم‌های کنترل، از فارغ‌التحصیلان برنامه‌های فن‌ورزان الکترونیک نیز انتظار می‌رود که مهارت‌های اساسی اشتغال‌پذیری داشته باشند و برخی از نتایج یادگیری آموزش عمومی را برآورده کنند. مدارس شخصی تا حد زیادی ساختار برنامه، روش‌های ارائه و سایر اجزای برنامه درسی را تعیین می‌کنند تا برای کمک به دانش‌آموزان در دستیابی به نتایج برنامه مورد نیاز استفاده‌شوند.

## چشم‌انداز شغلی
تقاضا برای مشاغل در زمینه‌های مهندسی الکترونیک و خدمات، نتیجه گسترش اخیر محصولات الکترونیکی مصرفی و صنعتی است. طراحی، نصب، سرویس و نگهداری این تجهیزات فرصت‌های شغلی قابل توجهی را در صنعت الکترونیک ایجاد کرده‌است.
فعالیت‌های معمولی مرتبط با شغل ممکن است شامل موارد زیر باشد:
- طراحی
- مونتاژ
- نصب و راه‌اندازی
- نگهداری و تعمیرات
- آزمایش‌کردن
- عیب‌یابی
- تعمیر
- ارتقاء تجهیزات و سامانه‌های الکترونیکی مرتبط

## بیشتر خواندن
- فن‌ورزان مهندسی برق و الکترونیک
- KNX, Störungsdienst, Elektrotechnik
- طبقه‌بندی و صلاحیت‌ها